# UFC 118
UFC 118: Edgar vs. Penn 2 fue un evento de artes marciales mixtas celebrado por Ultimate Fighting Championship el 28 de agosto de 2010 en el TD Garden, en Boston, Massachusetts.

## Historia
Nate Marquardt y Alessio Sakara se creó originalmente para enfrentarse entre sí en UFC 116, pero la pelea fue cancelada debido a la muerte del padre de Sakara. El 23 de julio, el oponente original de Sakara, Jorge Rivera sufrió una fractura en el brazo durante un entrenamiento y fue reemplazado por Gerald Harris. El 5 de agosto, Sakara (que estaba de vuelta en la tarjeta) se retiró debido a una lesión desconocida y fue reemplazado por Joe Vedepo. El 18 de agosto, se anunció que la pelea Harris/Vedepo había sido desechada por completo.
La pelea entre Nate Marquardt y Rousimar Palhares fue trasladada a UFC Fight Night 22 y ascendido al nuevo evento principal. La noche de la pelea del evento principal original estaba programada para ser Demian Maia vs. Alan Belcher, sin embargo, Belcher tuvo que retirarse debido a una lesión en la retina. Como resultado de esto, Maia fue trasladado a esta tarjeta y peleó contra Mario Miranda.

## Resultados
1. ↑  Por el campeonato de peso ligero de UFC.

## Premios extra
Cada peleador recibió un bono de $60 000.
- Pelea de la Noche: Nate Diaz vs. Marcus Davis
- KO de la Noche: Ninguna pelea terminó en nocaut.
- Sumisión de la Noche:  Joe Lauzon